# Ed Coode
Edward "Ed" Coode (MBE) (født 19. juni 1975 i Indian Queens, England) er en engelsk tidligere roer, olympisk guldvinder og dobbelt verdensmester.

## Karriere
Coode studerede på University of Oxford, og deltog én gang i det traditionsrige Oxford vs. Cambridge Boat Race på Themsen.
Coode vandt en guldmedalje ved OL 2004 i Athen, som del af den britiske firer uden styrmand. Bådens øvrige besætning var Steve Williams, James Cracknell og Matthew Pinsent. Briterne sikrede sig guldet efter en finale, hvor Canada vandt sølv, mens Italien fik bronze. Han deltog også ved OL 2000 i Sydney, hvor han stillede op i disciplinen toer uden styrmand sammen med Greg Searle og sluttede på fjerdepladsen.
Coode vandt desuden to VM-guldmedaljer i firer uden styrmand, i henholdsvis 1999 og 2001.

## Resultater

### OL-medaljer
- 2004:  Guld i firer uden styrmand

### VM-medaljer
- VM i roning 1999:  Guld i firer uden styrmand
- VM i roning 2001:  Guld i firer uden styrmand
- VM i roning 1997:  Bronze i firer med styrmand
- VM i roning 2003:  Bronze i otter